# آگوست کیورو
آگوست کیورو (انگلیسی: August Kiuru; ۱۲ ژوئیهٔ ۱۹۲۲ – ۲۳ فوریهٔ ۲۰۰۹) اسکی‌باز صحرانوردی اهل فنلاند بود.